# Svetlana Jur'evna Zacharova
Svetlana Jur'evna Zacharova (in russo Светлана Юрьевна Захарова?; Luc'k, 10 giugno 1979) è una ballerina russa di danza classica, prima ballerina assoluta del Teatro Bol'šoj di Mosca.

## Biografia e vita
A dieci anni entra alla Scuola coreografica di Kiev dove ha come insegnante Valerija Sulegina.
Nel 1995, dopo aver terminato i sei anni di corso, vince il secondo premio al Concorso Internazionale per giovani ballerini di San Pietroburgo.
Viene ammessa alla prestigiosa Accademia di danza Vaganova di San Pietroburgo e iscritta direttamente all'ultimo corso con insegnante Elena Evteeva.
Nel giugno 1996 si diploma dall'Accademia di danza Vaganova ed entra a far parte del Balletto Mariinskij di San Pietroburgo.
Nel 1997 viene promossa prima ballerina nella compagnia del Teatro Mariinskij dove lavora con Ol'ga Moiseeva, figura determinante nella sua evoluzione artistica.
Dal 1997 al 2003, per il Balletto del Teatro Mariinskij, Svetlana Zacharova danza la maggior parte dei ruoli principali del repertorio della compagnia, spaziando dai balletti classici ottocenteschi ai lavori moderni dell'ultimo Novecento.
Nel 1999 riceve il premio Maschera d'oro come migliore interpretazione femminile per Serenade di George Balanchine e nel 2000 per la sua interpretazione di Aurora ne La bella addormentata.
Dal 1999 è étoile ospite delle maggiori compagnie di danza del mondo, tra le quali il l'American Ballet Theatre, il Ballet de l'Opéra de Paris, il Corpo di Ballo del Teatro alla Scala di Milano, l'English National Ballet, il New York City Ballet, il New National Theatre Ballet di Tokyo.
Il 7 febbraio 2014 danza all'apertura dei giochi olimpici invernali.
Nell'ottobre 2003 è prima ballerina del Balletto del Teatro Bol'šoj di Mosca.
Dal 6 giugno 2005 Svetlana Zacharova è Artista Emerito di Russia. Nello stesso anno riceve il Prix Benois de la Danse.
Nel 2006 riceve il Premio di Stato di Russia. Nel 2008 diviene Artista Popolare di Russia e viene eletta alla Duma nelle file del partito Russia Unita. È membro del comitato statale per la cultura della Duma.
Nell'aprile 2009 è protagonista di "Zakharova supergame", spettacolo scritto appositamente per lei dal compositore italiano Emiliano Palmieri in collaborazione con il coreografo del Teatro alla Scala Francesco Ventriglia, presentato all'interno del gala a lei dedicato al teatro Bol'šoj. In Italia ha ballato alla Scala con Roberto Bolle Il lago dei cigni, Giselle e La Bayadère e a Napoli al San Carlo Don Quixote.
Il 17 febbraio 2011 dà alla luce una bambina, Anja, avuta dal celebre violinista russo Vadim Viktorovič Repin con cui è sposata. A distanza di un anno dal parto, il 18 febbraio 2012, ritorna sul palco del Teatro alla Scala di Milano interpretando da protagonista Giselle accanto a Roberto Bolle.
Il 2 luglio 2016 Svetlana riceve al Teatro Carlo Felice di Genova il prestigioso Premio Tatiana Pavlova, accompagnato da queste parole:
"Come il vento che muove le onde del mare, Svetlana danza sul palcoscenico per rivelare a tutti il segreto della musica. Un dono di Dio, che comunica nella misteriosa grazia dei movimenti la bellezza e l'armonia dell'universo"
Il giorno seguente al Teatro Carlo Felice va in scena lo spettacolo "Amore", in cui l'artista si esibisce in tre diverse coreografie: "Francesca da Rimini" (coreografia di Jurij Possokov) e due di danza contemporanea. 
"Amore" fa il giro dell'Europa e delle più importanti città italiane.

## Principali interpretazioni

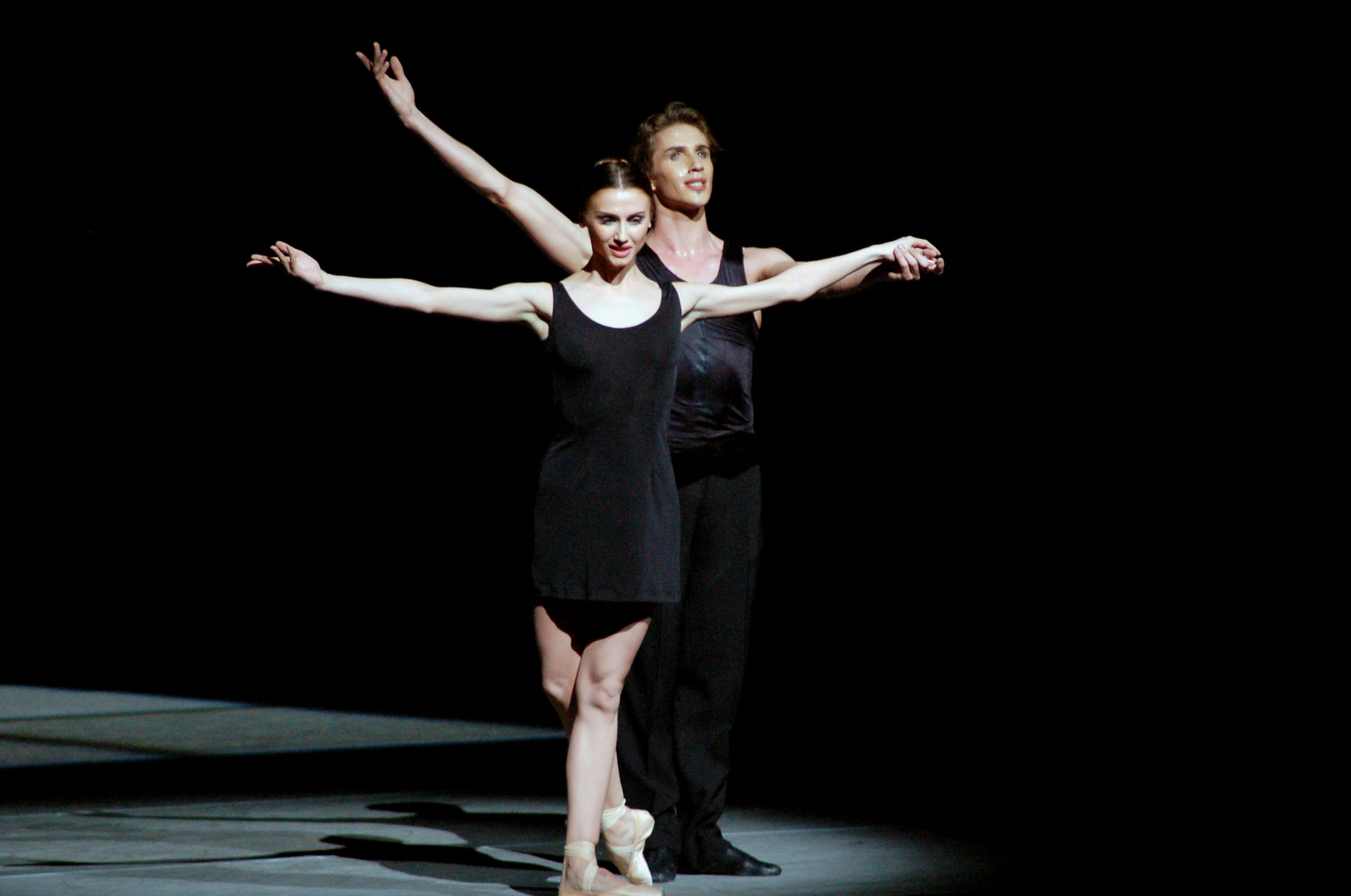
Svetlana Zacharova e Andrej Merkuriev, 2006

- Lo schiaccianoci di Vasilij Vainonen (ancora da allieva all'Accademia Agrippina Vaganova)
- La figlia del faraone di Marius Petipa nella ricostruzione di Pierre Lacotte
- Giselle di Adolphe Adam nelle versioni coreografiche di Vasil'ev e Grigorovič
- Il lago dei cigni e La bella addormentata
- Rajmonda di Jurij Grigorovič
- Sogno di una notte di mezz'estate di John Neumeier
- In the middle somewhat elevated di William Forsythe
- Carmen di Alicia Alonso
- La Bayadère di Marius Petipa
- Paquita grand pas e La fontana di Bachčisaraj di Rostislav Zacharov
- Romeo e Giulietta di Michail Lavrovskij
- Shéhérazade di Michel Fokine
- Serenade, Symphony in C,  Apollo e Jewels di George Balanchine
- Études di Harald Lander
- Manon di Kenneth MacMillan
- Now and Then di John Neumeier

## Premi Riconosciuti
- Secondo premio all'International Young Dancer Competition a St Petersburg.
- Premio speciale "Our Hope" dalla St Petersburg brewery "Baltika" (1997).
- The Golden Mask Award per la performance in Serenade (1999).
- The Golden Mask Award per la performance in The Sleeping Beauty (2000).
- The Special St Petersburg Prize "People of Our City" for her achievements in ballet (2001).
- The Etoile Prize from Italian "Danza&Danza" magazine (2002).
- Prix Benois de la Danse for her performance in Sogno di una notte di mezza estate (2005).
- Russian State Prize for outstanding achievements in ballet (2007).
- Award "Soul of the Dance" from the Russian magazine "Ballet" (2007).

## Filmografia in DVD
- La Fille du Pharaon coreografia di Pierre Lacotte d'après Marius Petipa, musica di Cesare Pugni. Cast: Svetlana Zacharova, Sergej Filin. Balletto del Teatro Bol'šoj di Mosca (2003).
- Il lago dei cigni coreografia di Vladimir Bourmeister e Lev Ivanovič Ivanov, musica di Pëtr Il'ič Čajkovskij, cast: Svetlana Zacharova, Roberto Bolle. Balletto del Teatro alla Scala (2004).
- Giselle coreografia Jean Coralli - Jules Perrot, musica di Adolphe-Charles Adam, cast: Svetlana Zacharova, Roberto Bolle, Balletto del Teatro alla Scala (2005).
- La Bayadère coreografia di Natalija Makarova da Marius Petipa, musica di Aloisius Ludwig Minkus. Cast: Svetlana Zacharova, Roberto Bolle. Balletto del Teatro alla Scala 2006
- Swan Lake, musica di Pëtr Il'ič Čajkovskij, cast: Svetlana Zacharova, Denis Rodkin, Balletto del Teatro Bol'šoj 2015 - ASIN: B017C4A0I8